# Lynn Picknett
Lynn Picknett est auteur, chercheur et conférencier sur le paranormal, le surnaturel et les mystères historiques et religieux.

## Biographie
Elle est coauteur, avec Clive Prince, de La Révélation des Templiers.

## Théories
Picknet pense que le New Age tente de mettre en place un syncrétisme religieux (une religion globale) pour un nouvel ordre mondial basé sur d'anciens cultes égyptiens.

## Livres

### Auteur
- The Loch Ness Monster (Pitkin Guides)
- Royal Romance an Illustrated History of the Royal Love Affairs
- Mary Magdalene : Christianity's Hidden Goddess
- The Secret History of Lucifer
- Mammoth Book of UFO's
- Flights of Fancy? 100 Years of Paranormal Experiences

### Coauteur
- Turin Shroud: In Whose Image? the Truth Behind the Centuries-Long Conspiracy of Silence (avec Clive Prince)
- La Révélation des Templiers. avec Clive Prince.
- Stargate Conspiracy : The Truth about Extraterrestrial Life and the Mysteries of Ancient Egypt (avec Clive Prince)
- Double Standards : The Rudolf Hess Cover-Up (avec Clive Prince et Stephen Prior)
- War of the Windsors : A Century of Unconstitutional Monarchy (avec Clive Prince and Stephen Prior)
- Encyclopedia of Dreams
- Friendly Fire (2004) (avec Clive Prince and Stephen Prior)
- The Sion Revelation (2006) (avec Clive Prince)
- The Masks of Christ: Behind the Lies and Cover-ups About the Man Believed to Be God (2008)(avec Clive Prince)